# Jana Matějcová
Jana Matějcová (* 29. dubna 1952 Praha) je česká produkční, moderátorka a herečka.

## Životopis
Narodila se v Praze. Po střední škole vystudovala DAMU – katedru režie a dramaturgie, obor organizace (nyní produkce). Během studia krátce pracovala v Činoherním klubu a poté byla vedoucí Městského kulturního střediska v Řevnicích. Patnáct let pracovala ve Středočeském krajském kulturním středisku v umělecké agentuře. Současně již působila jako moderátorka zábavných pořadů. Je spoluzakladatelkou souboru Květovanka a tanečního souboru Květy. Krátce působila v Hudebním divadle v Karlíně a dvacet let byla tajemnicí uměleckého provozu Státní opery Praha.
Již 20 let působí jako moderátorka Ústřední Hudby armády České republiky. Moderuje koncerty, pořady pro zahraniční turisty, vystupuje v pořadech pro děti a natočila řadu epizodních rolí v českých filmech a televizních inescenacích. V muzikálu Pomáda ztvárnila roli miss Lynch.